# Westfalia-Trailergroup
Die Geschichte der Westfalia-Trailergroup begann 1844, als Johann Bernhard Knöbel in Wiedenbrück eine Schmiede eröffnete. Kontinuierlich entwickelte sich das Unternehmen, bis es 1922 umbenannt wurde in Fahrzeugfabrik Westfalia – Franz Knöbel & Söhne OHG.
Im Jahre 1932 entwickelte Franz Knöbel die Kugelkupplung, die bis heute nahezu unverändert verwendet wird.

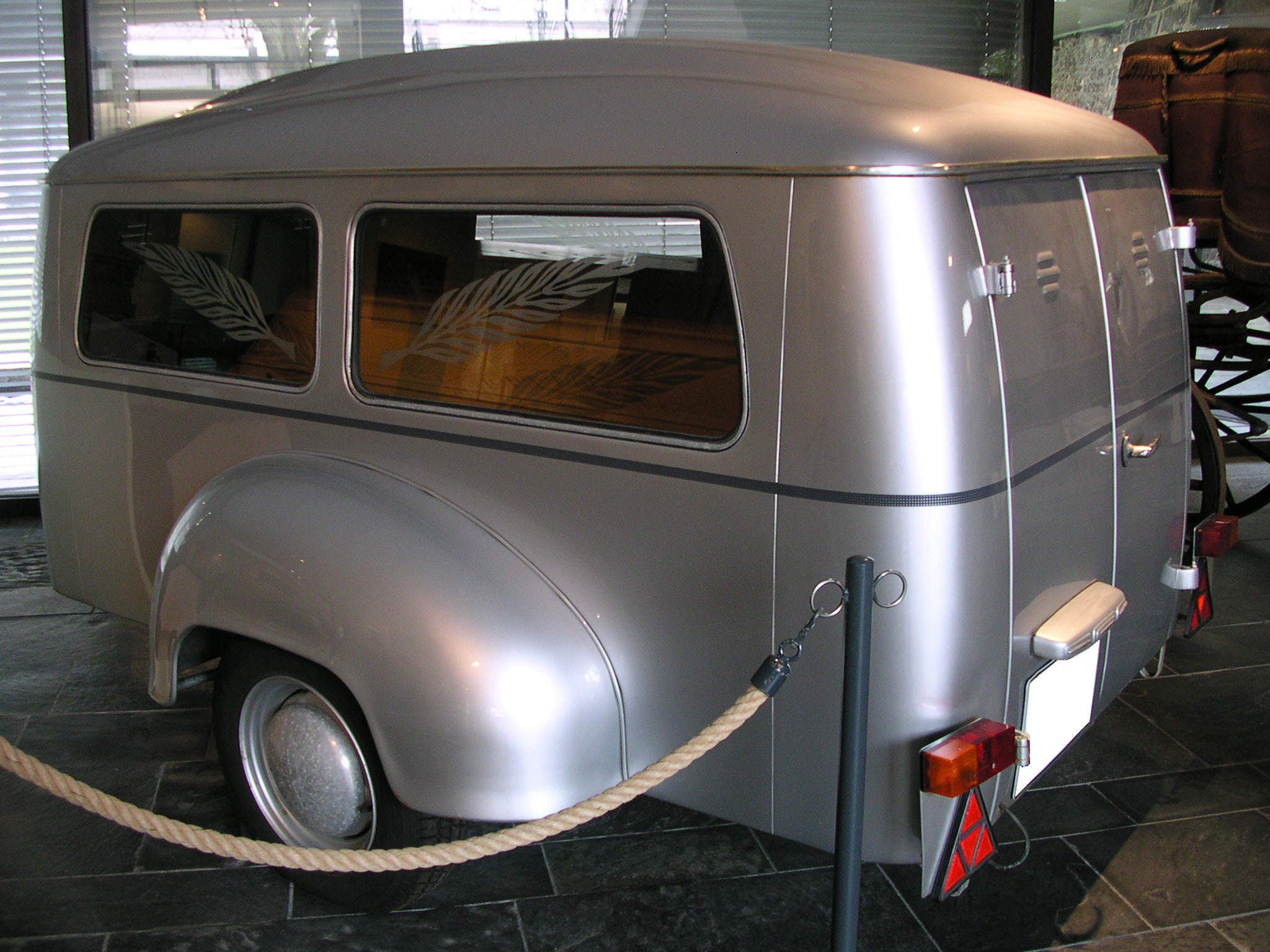
Leichenwagenanhänger aus dem Jahre 1964

An Fahrzeugen mit bekannten Namen wie z. B. Unimog, James Cook, Sven Hedin, Nugget und VW-California war die Firma Westfalia in bedeutendem Umfang beteiligt. Anhänger wie z. B. Jupiter, Saturn, XXL und Rodeo wurden in Eigenregie gefertigt.
1999 wurden die Westfalia-Werke in drei eigenständige Unternehmen aufgeteilt:
- Westfalia-Trailergroup GmbH (Anhänger)
- Westfalia Van Conversion GmbH (Wohnmobilsektor, heute Westfalia Mobil)
- Westfalia-Automotive (Anhängerkupplungen)

2002 ging die Westfalia-Trailergroup in Insolvenz.
2003 entstand, auf Betreiben ehemaliger Mitarbeiter der Firma Heinemann, die Firma Westfalia-Heinemann AG, die 2004 ebenfalls in die Insolvenz ging.
2005 wurde die Westfalia Trailer Systems GmbH gegründet. Dieses Unternehmen hat die Nutzungsrechte an den entsprechenden Marken, Produktionswerkzeugen usw. der ehemaligen Westfalia-Heinemann AG von einer südafrikanischen Firma erworben, die 2005 vom Insolvenzverwalter gekauft wurden.
Heute produziert die Westfalia Trailer Systems unter dem Namen „Westfalia“ Pferde- und andere Anhänger im sächsischen Obergoseln.